# Sony Reader

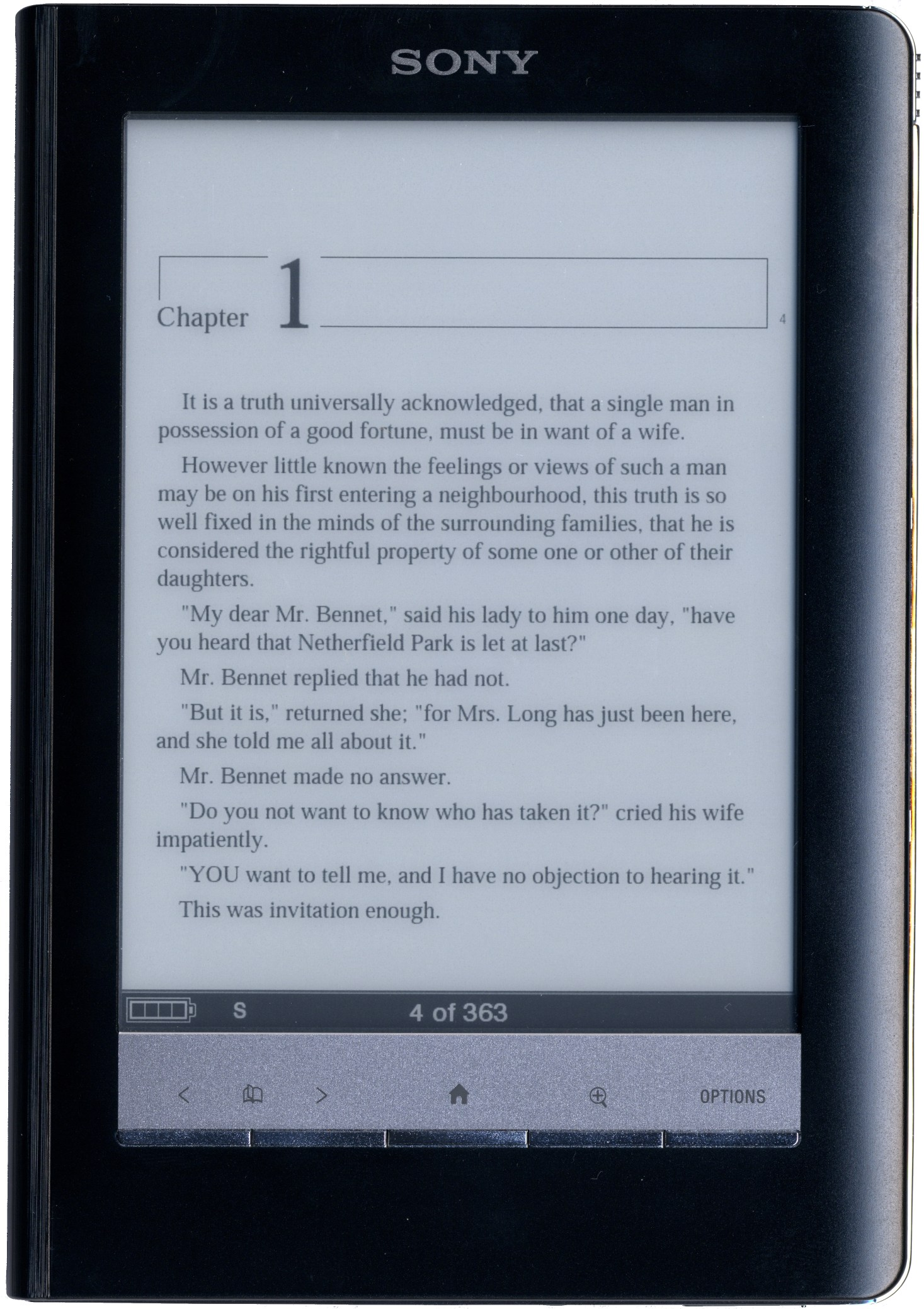
Reader PRS-600 Touch Edition.

El lector Sony PRS (Portable Reader System) es un dispositivo para leer eBooks que comenzó a comercializarse (Versión PRS-500) en los Estados Unidos en septiembre de 2006, en Canadá desde abril de 2008 y en el Reino Unido desde septiembre de 2008.

## Características
Utiliza una pantalla con tecnología de papel electrónico desarrollada por E-Ink Corporation, con una resolución de 166dpi, y cuatro niveles de escala de grises, perfectamente legible ante la luz del sol directa. La pantalla no emite luz, y por lo tanto no consume batería durante la lectura alargando la autonomía de funcionamiento. Se puede utilizar para lectura en forma apaisada o vertical, reformateando el contenido incluso en PDF para mejorar la lectura aumentando el tamaño del texto (Funcionalidad REFLOW). Se podría decir que es como el papel real, por lo que no se puede leer sin una fuente de luz externa natural o artificial. El lector PRS de Sony dispone de su propio software (Sony eBook Library) para la gestión de contenidos electrónicos libre o protegidos por el DRM (Digital Rights Management) de Sony BBeB ("BroadBand eBook"), aunque es el primer dispositivo lector totalmente compatible con el DRM de Adobe Digital Editions. Se puede utilizar para el consumo de publicaciones comerciales generadas por Editores, además de para leer documentos PDFs, documentos personales, blogs, RSS, imágenes en JPEG, escuchar mp3 y ficheros AAC...
No incorpora pantalla táctil ni teclado para introducir anotaciones, pero su botonera es muy funcional y cómoda para acceder a los contenidos y leerlos de una forma más simple que otros dispositivos.
El DRM de Sony (No el de Adobe, que incorpora otras reglas cuando se usa en el Sony Reader) permite hasta 6 copias controladas y autenticadas de un contenido adquirido para ser visto en diferentes dispositivos.
Compite con otros dispositivos que usan papel electrónico (e-paper) como el Kindle de Amazon, el iRex iLiad, el más económico pero limitado Jinke Hanlin y sus múltiples marcas blancas y el CyBook.

## Comercialización
Desde el 1 de noviembre de 2006, el lector Sony Reader PRS-500 se puso a la venta de forma exclusiva durante un año en Borders en los Estados Unidos. Desde abril de 2007 el Sony Reader se ha introducido en el mercado norteamericano por los diferentes canales mayoristas para llegar a Fry's, Costco, Borders y Best Buy.

## Nuevos modelos

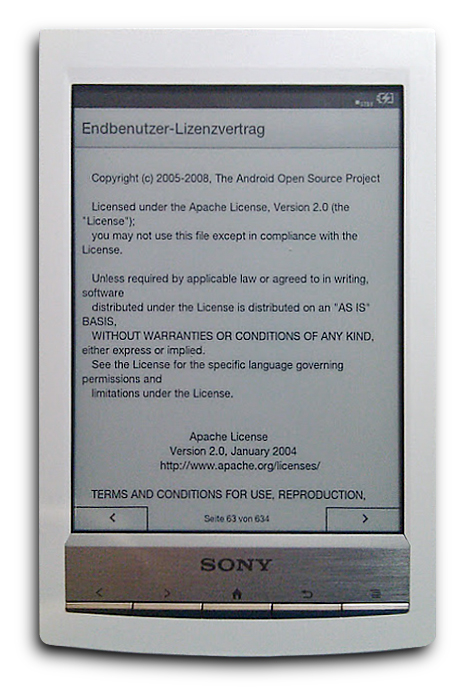
PRS-T1

En octubre de 2007, Sony anunció el nuevo modelo PRS-505, actualizando el disposivo lector anterior. Mantiene la pantalla de 6" SVGA (Super VGA de resolución) del lector original, pero ha mejorado sustacialmente la calidad de las imágenes, el tiempo de refresco en el cambio de página, la blancura del fondo y ha pasado a 8 niveles de gris que reproducen de forma espectacular las imágenes en blanco y negro (A veces mejor que impresas).
El PRS 505 es además 5mm más fino que su predecesor (8mm) y multiplica su memoria interna por cuatro (256Mb.)
Soporta conexión con dispositivos de almacenamiento masivo por USB, carga de batería por la conexión mini-USB mientras se sincroniza de forma automática con el ordenador de sobremesa.
En julio de 2008 se publica un nuevo firmware y una versión nueva del Sony eBook Library para el dispositivo Sony PRS que lo habilita para su interacción con los sistemas DRM de Adobe. Esto abre las posibilidades a los propietarios de este dispositivo de acceder a una enorme cantidad de contenido comercial disponible en librerías en línea en todos los idiomas incluido el español.
En octubre de 2008 se anuncia el lanzamiento del PRS-700, con pantalla de 6 pulgadas táctil.
En septiembre de 2013 se lanza a la venta, el nuevo Sony Reader PRS-T3.

## Especificaciones físicas y técnicas
PRS500
Tamaño: 175.6 x 123.6 x 13.8mm (6.9" x 4.9" x 0.5")
Peso: 250 g (9 oz)
Pantalla:
Tamaño: 15.5 cm (6 pulgadas) diagonal (approximadamente 1/4 area de tamaño tipo carta)
Resolución: 170 dpi, 4 niveles de escala de gris
Apaisado: 90.6 x 122.4 mm (3.57" x 4.82"), 600 x 800 píxeles | Efectivas 115.4 x 88.2 mm (4.54 x 3.47 in), 754 x 584 píxeles
Tamaño mínimo de fuente (Texto): 6 pt legible, 7 pt recomendado.
Memoria: 64 MB standard, Memory Stick (No soporta Pro Duo High Speed. Hasta 4Gb. normal memory sticks, SD has 2 Gb. aunque algunas de 4Gb. que no sean SDHC podrían funcionar también.
Batería de Lithium-ion, hasta 7500 pasadas de página por carga completa.
PC interface: Puerto USB
PRS505
Tamaño: 175.6 x 123.6 x 13.8mm (6.9" x 4.9" x 0.5")
Peso: 250 g (9 oz)
Pantalla:
Tamaño: 15.5 cm (6 pulgadas) diagonal (approximadamente 1/4 area de tamaño tipo carta)
Resolución: 170 dpi, 8 niveles de escala de gris
Apaisado: 90.6 x 122.4 mm (3.57" x 4.82"), 600 x 800 píxeles | Efectivas 115.4 x 88.2 mm (4.54 x 3.47 in), 754 x 584 píxeles
Tamaño mínimo de fuente (Texto): 6 pt legible, 7 pt recomendado.
Memoria: 256MB standard (200MB accesible, Sony Memory Stick Pro Duo 8GB, expansión SD card hasta 2 GB (Algunas de 4GB que no sean SDHC podrían funcionar)
Batería de Lithium-ion, hasta 7500 pasadas de página por carga completa.
PC interface: USB port 2.0 (Mini-USB)
Colores disponibles de carcasa:
PRS505/LC: Dark blue (Azul oscuro)
PRS505/SC: Silver (Plateado)
PRS505SC/JP: Custom Skin (Personalizado a partners)

## Formatos Compatibles
Ficheros sin DRM: BBeB Book (LRF), PDF, TXT, RTF, ePub,.DOC pasado a RTF. (NOTA: para que el PRS-500 soporte EPUB hace falta un cambio de firmware que se realiza en servicios oficiales de Sony en Estados Unidos, dado que ese modelo oficialmente no se vendió en Europa)
Publicaciones con DRM (Protegidas): Adobe DRM, BBeB Book (LRX. Otros sistemas DRM que no sean estos dos no funcionan.
Sonido sin DRM: MP3 y AAC
Imágenes: JPEG, GIF, PNG, y BMP
RSS: Limitado a 20 fuentes identificadas por Sony.

## Sistemas Operativos
El Sistema Operativo Interno es MontaVista Linux Professional Edition.
Windows está soportado de serie.
Mac OS X y Linux no son compatibles oficialmente, pero en el PRS-505 se puede volcar contenido usando el puerto USB desde equipos con estos sistemas operativos.